# Gottfried Utiger
Gottfried Utiger (ur. 28 marca 1912, zm. w 1989 w Bernie) – szwajcarski lekkoatleta, długodystansowiec.
Podczas igrzysk olimpijskich w Berlinie (1936) odpadł w eliminacjach na 5000 metrów. Na tym samym dystansie zajął 10. miejsce na mistrzostwach Europy (1938).
Wielokrotny mistrz Szwajcarii (także w przełajach).
Trzykrotny rekordzista kraju:
- bieg na 5000 metrów – 15:28,3 (12 lipca 1936, Bazylea)[4][5]
- bieg na 5000 metrów – 15:17,0 (27 czerwca 1937, Antwerpia)[4][5]
- bieg na 10 000 metrów – 32:55,7 (16 sierpnia 1941, Berno)[4][6]